# 黄铁军
黄铁军（1970年11月—），男，河北邯郸人，中国计算机科学家。现任北京大学人工智能研究院副院长，信息科学技术学院教授。教育部“长江学者”特聘教授。

## 生平
1970年11月生于河北省邯郸市。1988年至1992年在武汉工业大学计算机学院应用技术专业攻读学士学位。1992年至1995年在武汉工业大学图像识别与人工智能研究所攻读硕士学位。1995年至1998年在华中理工大学图像识别与人工智能研究所攻读博士学位。
1999年，黄铁军成为中国科学院计算技术研究所博士后。2001至2003年担任中国科学院研究生院网络多媒体研究中心副主任，2003至2005年担任主任。2006年调入北京大学信息科学技术学院。2011年2月至8月，黄铁军在美国斯坦福大学担任访问学者。

## 荣誉
2011年，黄铁军入选教育部2010年“新世纪优秀人才支持计划”名单。
2015年，黄铁军入选教育部“长江学者”特聘教授名单。
2019年2月3日，黄铁军入选国家“万人计划”名单。
2019年12月1日，黄铁军当选中国计算机学会会士。同年，黄铁军当选中国人工智能学会会士。
2021年，黄铁军入选中国工程院2021年院士增选有效候选人名单。